# Zhao Zhifang
Zhao Zhifang (xinès tradicional: 趙誌芳, xinès simplificat: 赵志芳, pinyin: Zhào Zhìfāng; Langfang, Hebei, 11 d'agost de 1994) és una jugadora de bàsquet professional xinesa. Va representar la Xina als Jocs Olímpics d'Estiu de 2016.